# Briercliffe
Briercliffe – wieś i civil parish w Anglii, w Lancashire, w dystrykcie Burnley. W 2011 civil parish liczyła 4031 mieszkańców.